# Hyperchiria orodes
Hyperchiria orodes är en fjärilsart som beskrevs av Jean Baptiste Boisduval 1875. Hyperchiria orodes ingår i släktet Hyperchiria och familjen påfågelsspinnare. Inga underarter finns listade i Catalogue of Life.